# Roia Zamani
Pour les articles homonymes, voir Zamani.
Roia Zamani est une taekwondoïste afghane.
Lors des Jeux asiatiques de 2002 à Pusan, en Corée du Sud, elle remporte la médaille de bronze chez les -72 kg sans gagner un seul match et devient la seule athlète afghane médaillée de ces Jeux. 

## Jeunesse
La famille de Roia Zamani quitte l'Afghanistan pour s'installer dans le pays voisin, l'Iran, après la prise de contrôle par les talibans en 1996. Zamani, avec sa famille, vit six ans dans ce pays en tant que réfugiée et y étudie le taekwondo. En 2002, Zamani retourne dans son pays d'origine et commence à travailler comme professeure d'anglais à Kaboul. Comme d’autres athlètes musulmanes du Moyen-Orient, Zamani porte un foulard sous son casque lors des compétitions. 

## Jeux asiatiques de 2002
L'Afghanistan est de nouveau acceptée aux Jeux asiatiques après la chute du gouvernement taliban en pleine guerre d'Afghanistan. La délégation afghane aux Jeux asiatiques de 2002 est composée de quarante hommes et de quatre femmes. Trois des quatre athlètes féminines prennent part à la compétition de taekwondo. Au total, 70 compétitrices de différents pays asiatiques concourent du 10 au 13 octobre. 
Zamani, âgée de 23 ans à cette époque, participe dans la catégorie des -72 kg. Seules cinq athlètes sont inscrites, le premier tour étant de facto un quart de finale. Or, Zamani bénéficie d'un bye lors de son match de premier tour, la qualifiant directement pour le tour suivant. En demi-finale, elle est obligée d'abandonner à cause d'une blessure, alors qu'elle est menée zéro à quatre. Zamani est battue par son adversaire coréenne, Choi Jin-Mi, qui lui laisse une coupure au-dessus du sourcil droit. Malgré cette défaite, elle remporte le bronze en tant que demi-finaliste, au même titre que la Philippine Sally Solis, vaincue dans l'autre demi-finale. C'est la première médaille remportée par l'Afghanistan lors de ces Jeux depuis 20 ans. Zamani considère sa participation aux Jeux comme un « premier pas » pour les femmes afghanes. Aucun des autres athlètes ne dépasse les étapes de qualification et elle est la seule médaillée afghane de ces Jeux.